# 꿩먹고 알먹고
"꿩먹고 알먹고"는 한국에서 제작된 심우섭 감독의 1966년 영화이다. 서영춘 등이 주연으로 출연하였고 박의순 등이 제작에 참여하였다.

## 출연

### 주연
- 서영춘
- 구봉서
- 곽규석

## 기타
- 원작자: 이하룡
- 조명: 이영수
- 미술: 홍성칠